# Magnolia iltisiana
Espèce
Statut de conservation UICN

 VU B1ab(iii,v) : Vulnérable
Magnolia iltisiana est une espèce de plantes à fleurs de la famille des Magnoliacées. C'est un arbre endémique du Mexique.

## Description
Cet arbre mesure jusqu'à 40 m de haut pour un tronc de 60 à 150 cm de diamètre.

## Répartition et habitat
Cette espèce est endémique du Mexique où elle est présente dans les états de Jalisco et Michoacán.